# Pardosa drenskii
Pardosa drenskii este o specie de păianjeni din genul Pardosa, familia Lycosidae, descrisă de Buchar, 1968.
Este endemică în Bulgaria. Conform Catalogue of Life specia Pardosa drenskii nu are subspecii cunoscute.